# Jeremy Soule
Jeremy Soule (Keokuk, Iowa, 1975. december 19. –) amerikai zeneszerző. 
Főképp a videójátékok terén végzett munkásságáról ismert, de filmek és televíziós műsorok számára is írt zenéket. Számos díjat nyert, sokan a "videójátékok John Williamsének" tartják. Több, mint 60 játék zenei anyagán dolgozott, legismertebbek ezek közül a The Elder Scrolls, a Guild Wars, a Dungeon Siege és a Harry Potter videójáték-sorozatok, valamint a Total Annihilation és a Neverwinter Nights játékok számára szerzett zenék. Miután zeneszerzőként mesterdiplomai szinttel egyenértékű képesítést szerzett, a Squarenél helyezkedett el 1994-ben.
1996-ban, miután a Secret of Evermore munkálatai befejeződtek, távozott a cégtől és a Humongous Entertainmenthez csatlakozott, ahol gyermekek számára készülő játékokhoz szerzett zenét, illetve az 1997-ben megjelenő Total Annihilationhöz, amiért megkapta legelső díját. Ezt követően saját vállalkozást indított 2000-ben Soule Media néven. (Mostanra már Artistry Entertainment.) A cég segítségével számos elismerést gyűjtött be, többek között az Icewind Dale, a The Elder Scrolls sorozat (Morrowind, Oblivion, Skyrim) vagy a Harry Potter filmsorozatot feldolgozó játékok zenéjéért.
2005-ben megalapította a DirectSong kiadó vállalatot, ami másolásvédelem nélküli zenéket árusít. (Nem csak a saját, hanem más klasszikus zeneszerzők műveit is.)
Az általa írt zenéket több alkalommal adták elő élő koncertek alkalmával, például a németországi Symphonic Game Music Concert vagy a Play! A Video Game Symphony koncertsorozatok alkalmával. Bár számottevően szimfonikus műveket alkotott, önmagát mégsem sorolja be egyetlen kategóriába. A játékok közül is főleg azokon dolgozik szívesen, amik mernek újítani és nem feltétlenül skatulyázhatóak be egy műfajba sem. Számos munkája alkalmával segített számára testvére, Julian Soule (bár nem mindig tüntetik fel a készítők listáján), aki maga is az Artistry Entertainmentnél dolgozik.

## Életútja

### Korai évek
Édesapja iskolai zenetanár, édesanyja grafikus volt, érdeklődése a zene irányába már 5 éves korára kialakult. Fiatalon zongorázni tanult, de nem csak a zenélés vonzotta, hanem a zeneszerzés is. (Még a matekleckéjének széleit is hangjegyekkel írta teli.) Édesapja és tanárai is felismerték tehetségét, így hatodikos korában a Western Illinois University professzora adott számára magánórákat. Mivel gyakorlatilag nem járt iskolába, a hagyományos mesterdiplomát sem kaphatta meg, de zenei tehetségét ahhoz hasonlóan elismerik. Amikor felnőtt egyaránt kívánt zongorista és zeneszerző is lenni, de végül rájött, hogy mindkettőt nem vállalhatja, így a zeneszerzés mellett döntött.
Gyerekként szívesen játszott videójátékokkal és úgy gondolta, sokkal nagyobb élményt nyújthatnának, ha egyszerűen jobb zenét párosítanának hozzá. Tanulmányai befejezése után egy évébe telt, míg létrehozta portfólióját, amivel demonstrálta elképzeléseit, hogy szerinte milyennek is kell lennie az igazi videójátékos zenének, majd elküldte ezeket kazettán a LucasArtsnak és a Squarenek. Míg a Square rendkívül elégedett volt, addig Soule szerint a LucasArtsnál bele sem hallgattak az anyagba. Két héttel ezután már megkezdhette munkáját a Square seattlei kirendeltségénél.

### Pályafutása
Amikor a Squarehez került rögtön munkához is látott a Secret of Evermore játékkal. A zenéje a hagyományoktól eltérően viszonylag sok környezeti hanghatást tartalmazott (a szél süvítése vagy a tengeri hullámok hangjai) és a szimfonikus betétek hangzása is lágyabb volt. Ennek oka egyrészt maga a program volt, amivel a játék számára a zenét készítették, ugyanis a technikai korlátok miatt Soule nem tudta megvalósítani eredeti elképzeléseit és így kreativitását ezeken a határokon belül volt kénytelen kamatoztatni. Amikor Ron Gilbert elhagyta a LucasArtsot, hogy megalapítsa saját vállalkozását a Humongous Entertainmentet, valamint a Square a seattlei székhelyét áthelyezte Los Angelesbe, úgy döntött csatlakozik Gilbert cégéhez, ahol a gyermekek számára készülő játékok zenéjét szerezte. (Belépésekor ő lett a Humongous Entertainment harmadik alkalmazottja.) 11 ilyen játékon dolgozott, mint például a Putt-Putt, a Freddi Fish vagy a Spy Fox sorozat.
Az itt eltöltött ideje alatt többeket megismert, például Chris Taylor videójátéktervezőt és vállalta, hogy megírja a Total Annihilation zenéjét. Az akkori valós idejű stratégiákban szinte csak elektronikus zenéket lehetett hallani, Soule viszont meggyőzte, hogy ettől eltérően nagyzenekari betétek alkossák a játék zenei anyagát. Sikerében olyannyira biztos volt, hogy felajánlotta: Ha nem fog tetszeni számára a végeredmény, lecsökkentheti az éves fizetését. Gilbert szerint az egész befektetett munka és pénz akkor térült meg, amikor a játékról született első értékelések rögtön a zene méltatásával kezdték. Az akkori programok korlátai miatt egy teljes nagyzenekar segítségére volt szükség és Soule is ekkor dolgozott velük először. (Az Evermorenál a szimfonikus hangzást az öccsével ketten teremtették meg, két hangszert szólaltatva meg egyszerre.) 1997-ben, amikor a játék megjelent a GameSpot a Legjobb videójáték zene díjkategóriában tüntette ki. A következő két évben a játékhoz megjelent két kiegészítőlemezen is dolgozott, illetve a Humongous Entertainmentnél korábban folytatott munkáját sem függesztette fel.
2000 februárjában testvérével, Juliannal közösen megalapították a Soule Mediát, egy független zenei produkciós vállalatot, amit azóta átneveztek Artistry Entertainmentre. Öccse hangmérnökként és zeneszerzőként tevékenykedik a cégnél és számos közös munkájuk is volt. A céggel az első nagyobb projektje az Icewind Dale volt, amit több díjjal is jutalmazott a szakma. (Például az IGN és GameSpot.)
2001 és 2005 között megjelenő 5 Harry Potter játék zenéjét szerezte, az első ezek közül, a Harry Potter és a bölcsek köve, amiért az AIAS díjátadón jelölést kapott, a második rész viszont már BAFTA-díjat kapott a Legjobb videójáték zene kategóriában. 2001-ben még a Baldur's Gate: Dark Alliance, illetve az Azurik: Rise of Perathia játékon dolgozott, amit a kritikusok nagyrészt negatív kritikával illetek, egyedül a Soule által komponált zenéket dicsérték benne. 2002-ben három kiemelkedő sikerhez is köthető volt a neve: a Dungeon Siege, a Neverwinter Nights és az The Elder Scrolls III: Morrowind, utóbbiért a második AIAS nevezését kapta meg.
Az Artistry Entertainment egyre nagyobb vállalkozássá nőtte ki magát és további sikeres játékok zenéjét írták, mint például a Guild Wars sorozat, a Star Wars: Knights of the Old Republic, a Warhammer 40,000: Dawn of War, és az The Elder Scrolls IV: Oblivion. Soule legutóbbi díja is a 2006-os Oblivionhoz kötődik, amit az MTV Video Music Awards és az Official Xbox Magazine is a legjobbnak választott, a British Academy of Film and Television Arts és az AIAS pedig díjra jelölte.
Testvérével 2005-ben alapították a DirectSong-ot, ami digitális másolásvédelmi eljárás nélkül forgalmazza számos zeneszerző művét, többek között Jeremy alkotásait is. 2007-re a regisztráltak száma meghaladta az egymilliót, bár közülük nem mindenki volt vásárló is egyben. A cég továbbá úgynevezett zenei kiegészítő csomagokat árusít egyes játékokhoz, amiket a játékos nyugodtan hallgathat miközben játszik; állítása szerint a Guild Wars játékosok 10%-a meg is vásárolta ezt tőlük, forgalmuk pedig néha még a hagyományos kiadókét is meghaladja. 2005-ben ismét számos ismert játék zenéjét komponálta, mint a Prey, a Company of Heroes vagy a Supreme Commander, aminek vezető tervezője Chris Taylor volt.

## Élő előadások
Műveit több alkalommal hallhatta a közönség élő koncertek alkalmával. A Harry Potter és a Titkok Kamrája zenéit 2003. augusztus 20-án az első Symphonic Game Music Concert keretében Lipcsében adták elő, a harmadikon, 2005. augusztus 17-én pedig a Morrowind számára komponált műveit. 2006. május 27-én a Chicagóban megrendezett Play! A Video Game Symphony koncertsorozat a Morrowind és az Oblivion zenéit is programjára tűzte. 2007 szeptemberében a japán Press Start 2007 -Symphony of Games- előadásain ismét az Oblivion dallamai csendültek fel. Több kiemelkedő sikerű játékhoz köthető a neve, becslése szerint csak 2006-ban 10 millió példány fogyott azokból a játékokból, melynek a zenéit szerezte.
Soule munkái megtalálhatóak több remix oldalon is, mint például az angol OverClocked ReMixen. (Itt nem a hagyományos értelemben vett remixekről van szó, a lényeg, hogy az alkotó saját ízlésére alakítsa az adott művet, azonban az eredeti is teljesen felismerhető maradjon; ilyen például, ha megváltoztatják a műfaját: egy elektronikus zenét szimfonikussá alakítanak át.) Ezeket a törekvéseket Soule is támogatja, sőt még ő maga is készített hasonlót az OverClocked ReMix számára, hogy ezzel is támogassa és inspirálja az ifjabb zeneszerzőket. A "Squaresoft Variation" című számában a Final Fantasy VI, "Terra" című zenéjére alapozott; állítása szerint azért erre esett a választása, mert az Evermore munkálatainak megkezdése előtt egy kis időt eltöltött a játékkal.

## Zenei stílusa és az őt ért hatások
Soule csak ritkán láthatja a játékot, aminek a zenéjét szerzi, így gyakran kénytelen a fejlesztők korábbi munkáira hagyatkozni. Sikerét tehát annak is tulajdonítja, hogy a legtöbb fejlesztő, akinek a játékán dolgozott, már számos remek alkotást adott ki kezei közül. Sokkal könnyebbnek tartja olyan játékok zenéjét megírni, ahol a játékban a környezetre nagyobb hangsúly jut; ilyenek például a szerepjátékok. Általában végignézi a játékhoz készült történet vázlatát és a művészi koncepciókat, mivel ezeket jó ihletforrásnak tartja. Amikor munkához lát, az első lépés mindig az, hogy megválasztja a tempót, és hogy mennyi energiát visz bele a zenébe, ezek a döntések pedig nagyban függenek a játék műfajától és művészeti stílusától. Ezután a kisebb hangvételű dallamokkal kezd, hogy biztos legyen abban, hogy azok megegyeznek a játékról korábban alkotott elképzeléseivel, mielőtt még a nagyobb munkálatokhoz hozzálátna. Jellemző rá, hogy ha lehet, megpróbál egyedül dolgozni, mintsem egy csapat részeként, bár néha együttműködik fivérével.
Bár legtöbb műve szimfonikus természetű, Soule mégsem gondolja azt, hogy ez lenne az ő stílusa, mert úgy érzi, ezzel beskatulyáznák őt egyetlen műfajhoz; például a J-pop stílusában is alkotott Jeff Miyaharával közösen. Soule a zenét leginkább a nyelvhez hasonlítja, ami sokféleképpen kifejezhető, miután megtanulta valaki az alapjait. A játékok közül sincs kedvenc műfaja; azokat szereti, amik ambiciózusak, és olyan fejlesztők készítik, akik nem félnek újítani.
„Debussy törekvése a harmóniára, Wagner nagy hangvételű operái és Mozart zeneművei” voltak rá a legnagyobb hatással. Bár legtöbb munkája közel áll a filmzenék műfajához, nem szokott hasonlóakat hallgatni, de kedvenc zeneszerzőjének ilyen szempontból John Williamst tartja. A hatását a kritikákban is gyakran emlegetik, Soulet sokan a videójátékok John Williamsének tartják. A Squaret is megemlíti, ahol megtanulta, hogy szakmájában milyen elvárásokkal áll szemben. (Itt főleg a Final Fantasy zeneszerzőjére, Uemacu Nobuóra gondolt.) Szabadidejében szeret zenét hallgatni (britpop vagy rock zenét), videójátékok közül pedig azokat kedveli, aminek zenéjét ő szerezte (főleg Chris Taylor tervező játékait), de legnagyobb kedvence mégis a The Legend of Zelda sorozat. Legszívesebben olyan játékokon dolgozna, amire ezidáig nem nyílt lehetősége: Mijamoto Sigeru Final Fantasy vagy Metroid sorozatának valamely darabján.

## Diszkográfia

### Videójátékok
| - Secret of Evermore (1995) - Freddi Fish & Luther's Maze Madness (1996) - Freddi Fish & Luther's Water Worries (1996) - Pajama Sam: No Need to Hide When It's Dark Outside (1996) - Putt-Putt and Pep's Dog On a Stick (1996) - Putt-Putt Travels Through Time (1997) - Total Annihilation (1997) - Freddi Fish 3: The Case of the Stolen Conch Shell (1997) - Pajama Sam's SockWorks (1997) - Young Dilbert Hi-Tech Hijinks (1997) - Total Annihilation: Core Contingency (1998) - Pajama Sam: Lost and Found (1998) - Spy Fox Cheese Chase (1998) - Spy Fox in "Dry Cereal" (1998) - Total Annihilation: Kingdoms (1999) - Revenant (1999) - Icewind Dale (2000) - Giants: Citizen Kabuto (2000) - Rugrats Totally Angelica Boredom Buster (2000) - Amen: The Awakening (2000-ben leállították) - Beauty and the Beast (2000) - Putt-Putt's One-Stop Fun Shop (2000) - Icewind Dale: Heart of Winter (2001) - Azurik: Rise of Perathia (2001) - Baldur's Gate: Dark Alliance (2001) - Harry Potter és a bölcsek köve (2001) - Final Four 2002 (2001) - Rugrats in Paris: The Movie (2001) - Harry Potter és a Titkok Kamrája (2002) - Dungeon Siege (2002) - The Elder Scrolls III: Morrowind (2002) - Natural Selection (2002) - Neverwinter Nights (2002) (később a Neverwinter Nights 2-ben is felhasználták) - SOCOM: U.S. Navy SEALs (2002) - Star Wars: Bounty Hunter (2002) - Magic School Bus Explores the World of Animals | - Harry Potter: Quidditch World Cup (2003) - Sovereign (2003-ban leállították) - Star Wars: Knights of the Old Republic (2003) (később a Star Wars: Knights of the Old Republic II: The Sith Lords-ban is felhasználták) - Impossible Creatures (2003) - Unreal II: The Awakening (2003) - Dungeon Siege: Legends of Aranna (2003) - Armies of Exigo (2004) - Harry Potter és az azkabani fogoly (2004) - Lemony Snicket's A Series of Unfortunate Events (2004) - Warhammer 40,000: Dawn of War (2004) - Kohan II: Kings of War (2004) - Guild Wars Prophecies (2005) - Harry Potter és a Tűz Serlege (2005) - Dungeon Siege II (2005) - Company of Heroes (2006) - Company of Heroes: Opposing Fronts (2006) - Company of Heroes: Tales of Valor (2006) - Warhammer: Mark of Chaos (2006) - The Elder Scrolls IV: Oblivion (2006) - Prey (2006) - Guild Wars Factions (2006) - Guild Wars Nightfall (2006) - Guild Wars Eye of the North (2007) - Supreme Commander (2007) - IL-2 Sturmovik: Birds of Prey (2009) - Order of War (2009) - zOMG! (2009) - Metal Gear Solid: Peace Walker (2010) - The Elder Scrolls V: Skyrim (2011) - Deep Black (2011) - Guild Wars 2 (2012) |

### Nem videójátékkal kapcsolatos munkái
- The Walk – film
- Ecstasy – színdarab
- Storyeum – színdarab
- "Passion is Everywhere" – nemzetközi reklámkampány
- Journey Toward Creation (2003) – film
- 2003 MTV Movie Awards (2003) – díjátadó gála
- C.S. Lewis: Beyond Narnia (2005) – film
- Beyond the Yellow Brick Road: The Making of Tin Man (2007) – film
- Florence Nightingale (2008) – film
- The Offering (2009) – film
- Dracula's Stoker (2009) – film
- Witch Creek (2010) – film
- War for Peace (2011) – dokumentum sorozat

## Díjak és nevezések
| Év   | Díj                                         | Kategória                                           | Jelölt                             | Eredmény |
| ---- | ------------------------------------------- | --------------------------------------------------- | ---------------------------------- | -------- |
| 1997 | GameSpot                                    | Legjobb videójáték zene                             | Total Annihilation                 | Nyertes  |
| 2000 | IGN                                         | Legjobb videójáték zene                             | Icewind Dale                       | Nyertes  |
| 2000 | GameSpot                                    | Legjobb videójáték zene                             | Icewind Dale                       | Nyertes  |
| 2001 | Academy of Interactive Arts and Sciences    | Zeneszerzőként végzett kiváló munkásságért járó díj | Harry Potter és a bölcsek köve     | Jelölés  |
| 2002 | Academy of Interactive Arts and Sciences    | Zeneszerzőként végzett kiváló munkásságért járó díj | The Elder Scrolls III: Morrowind   | Jelölés  |
| 2003 | British Academy of Film and Television Arts | Legjobb videójáték zene                             | Harry Potter és a Titkok Kamrája   | Nyertes  |
| 2004 | British Academy of Film and Television Arts | Legjobb videójáték zene                             | Harry Potter és az azkabani fogoly | Jelölés  |
| 2006 | British Academy of Film and Television Arts | Legjobb videójáték zene                             | The Elder Scrolls IV: Oblivion     | Jelölés  |
| 2006 | Academy of Interactive Arts and Sciences    | Zeneszerzőként végzett kiváló munkásságért járó díj | The Elder Scrolls IV: Oblivion     | Jelölés  |
| 2006 | MTV Video Music Awards                      | Legjobb videójáték zene                             | The Elder Scrolls IV: Oblivion     | Nyertes  |
| 2006 | Official Xbox Magazine                      | Az év legjobb videójáték zenéje                     | The Elder Scrolls IV: Oblivion     | Nyertes  |